# Pistes sauvages

Pistes sauvages est une revue de bande dessinée publiée par Aventures et Voyages, éditeur de petits formats. Elle compte 48 numéros de janvier 1972 à décembre 1975. La revue deviendra Mister No en conservant toutefois Giddap Joe comme série secondaire.

## Les séries
- Archibald (Guy Lehideux) : no 13
- Black Jack (Antonio Mancuso et Franco Devescovi) : nos 39 à 48
- Giddap Joe (Ivo Pavone) : nos 21 à 48
- Jackaroe (Robin Wood  et Juan Dalfiume) : nos 15 à 32
- Jim Minimum (Jean Cézard) : nos 7 à 9
- Killroy : nos 21 à 38
- Kirbi Flint (Sergio Tuis et Antonio Canale) : nos 1 à 20
- La Bande à Zozo (Leo Baxendale) : no 37
- Les 7 Mercenaires et demi : nos 13 et 14
- Long couteau de Scotland Yard (Pat Mills, John Wagner et Douglas Maxted) : nos 33 à 48
- Pampa (Chiqui de la Fuente) : nos 2 et 5
- Sunday (Víctor Mora et Víctor de la Fuente) : nos 1 à 17